# Carols by Candlelight
Carols by Candlelight är engelska och betyder ungefär Julsånger med ljus. Det är en jultradition i Australien som har spridits över hela Jorden. Traditionen innehåller folk som samlas, oftast utomhus i en park, för att sjunga julsånger, ackompanjerade av ett band.

## Historia
Fenomenet inleddes 1938 av radiomannen Norman Banks som arbetade på radiostationen 3KZ i Melbourne i Australien. Egentligen började det hela ett år tidigare, på julafton 1937 då han gick hem från sitt nattskiftsarbete på radio. Då Norman Banks gick förbi ett fönster såg han en äldre kvinna sitta inne i ett hus och lyssna då julsången "Away in a Manger" spelades i radio medan hon sjöng med och hade ett stearinljus tänt. Norman Banks började då tänka på alla de som måste fira jul ensamma, och tyckte att de kunde väl samlas och sjunga ihop? Han började då samla en stor folkgrupp för att sjunga julsånger tillsammans, med tända ljus. Första gången samlades de i Alexandra Gardens inför julen 1938. 10 000 människor kom den gången.
Efter 2:a världskriget flyttades sjungandet till Sidney Myer Music Bowl, där det fortfarande hålls under 2000-talet. 2012 lockade evenemanget cirka 10 000 besökare.

### Fotnoter
1. ↑  Alex White (25 december 2012). ”Carols by Candlelight singers wow thousands of families at the Sidney Myer Music Bowl” (på engelska). Heralad Sun. http://www.heraldsun.com.au/news/victoria/carols-by-candlelight-singers-wow-thousands-of-families-at-the-sidney-myer-music-bowl/story-e6frf7kx-1226543097159. Läst 29 oktober 2016.